# Швець Сергій Федорович
Сергій Федорович Швець (13 червня 1976, Черкаси — 28 травня 2025, Київ) — український тележурналіст, політичний оглядач. Спеціальний кореспондент та ведучий телеканалу «1+1» (програми ТСН, «Сніданок з 1+1», «ТСН-Варта»). Народний депутат України IX скл.

## Життєпис

### Освіта
Закінчив Черкаську загальноосвітню школу № 28.
Закінчив факультет гуманітарних та суспільних наук Національного університету «Києво-Могилянська академія». Також навчався на факультеті міжнародних економічних відносин Київського національного економічного університету ім. Вадима Гетьмана.

### Трудова діяльність[6]
Журналістську роботу почав у 19 років у першій недержавній телевізійній програмі новин «Вікна». Працював у культурологічній, економічній, військовій та політичній журналістиці.
У 1997 році був автором та ведучим рубрик в програмах «Бомба» та «Сніданок з 1+1» на телеканалі «1+1».
З 1998 по 2000 рік був спеціальним кореспондентом програми «Вікна» на телеканалі «СТБ».
З 2000 по 2004 рік працював спеціальним кореспондентом програм «День сьомий», «Свобода слова» та «Факти» на телеканалі ICTV.
З 2004 по 2009 рік був ведучим програм «ТСН-Варта», «Сніданок з 1+1», кореспондентом програми «ТСН».
У березні 2020 року виступив проти створення консультативної ради в Тристоронній контактній групі за участі представників ОРДЛО попри позицію фракції «Слуга народу».

### Політична діяльність
У 2019 році був обраний народним депутатом 9 скликання на парламентських виборах 2019 року (виборчий округ № 214, Дніпровський район м. Києва). Від партії «Слуга народу» як безпартійний.
Кандидат у народні депутати від партії «Слуга народу» на час виборів: ведучий ранкового випуску ТОВ ТРК «Студія 1+1», проживає в м. Києві. Безпартійний.
Секретар Комітету Верховної Ради з питань свободи слова, голова підкомітету з питань захисту прав та свобод журналістів і працівників засобів масової інформації.

### Смерть
Помер 28 травня 2025 року від онкології у віці 48 років.